# Idiosepius pygmaeus
Idiosepius pygmaeus (лат.) — вид головоногих моллюсков из семейства идиосепиид (Idiosepiidae).
Достигает в длину 2 см. Idiosepius pygmaeus обитает в тропических водах центра Индо-Тихоокеанской области. Встречается на прибрежных мелководьях, например, в мангровых зарослях и водорослях на глубине от 1 до 4 м. Он безвреден для человека и не является объектом промысла. Для оценки охранного статуса вида недостаточно данных.